# Stato neoincaico
Lo Stato neoincaico (in spagnolo Estado neoincaico), noto anche come Regno di Vilcabamba secondo i cronisti spagnoli, fu il governo inca stabilito nel 1537 nel centro dell'attuale Perù da Manco Inca (figlio dell'imperatore inca Huayna Cápac). 

## Storia
Lo Stato neoincaico è considerato uno stato superstite dell'Impero inca, il quale collassò poco prima della conquista spagnola nella metà degli anni 1530 a causa della guerra civile inca. Lo Stato neoincaico durò fino al 1572, quando fu conquistato l'ultimo bastione incaico, e l'ultimo sovrano, Túpac Amaru (figlio di Manco), fu catturato ed ucciso, mettendo così fine all'autorità politica della resistenza inca.

## Governatori
- 1537-1544 Manco Inca
- 1544-1561 Sayri Tupac
- 1561-1570 Titu Cusi Yupanqui
- 1570-1572 Túpac Amaru